# Clervaux-vár
A Clervaux-vár (franciául Château de Clervaux) a névadó luxemburgi településen áll. Több kiállításnak ad otthont, köztük Az ember családja című tárlatnak.

## Múltja

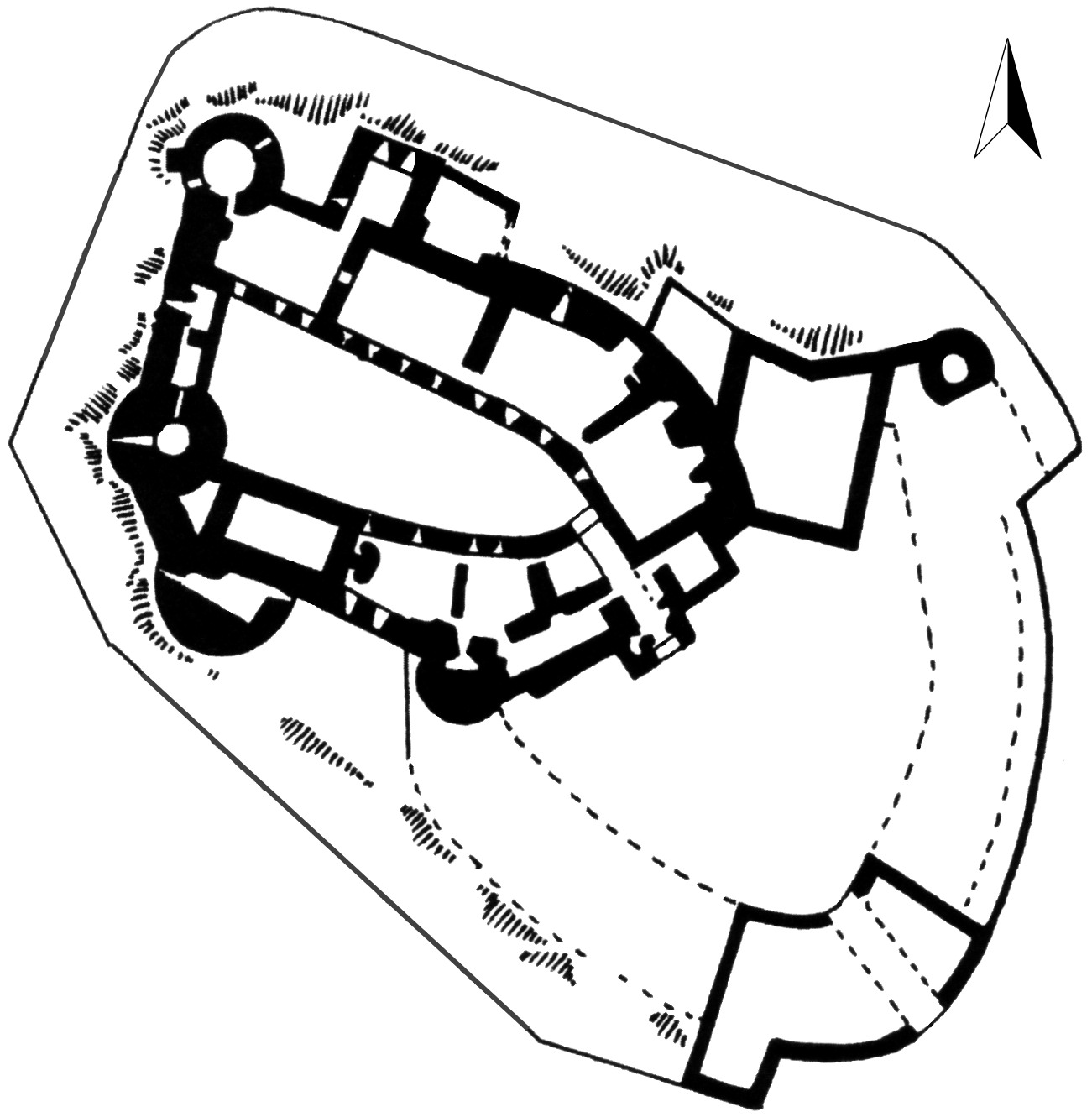
Alaprajz

A történészek között vita van arról, hogy a várat egy egykori római erőd, vagy egy kelta építmény alapjaira építették-e Clervaux-ban. Legöregebb része a nyugati szárny, amely a 12. században épült Gerhard von Sponheim gróf kezdeményezésére. A 15. század elején az épületet újabb elemekkel toldották meg. A déli szárny védelmére megépítették a masszív Burgundi tornyot, amelyben a várbörtön is helyet kapott. Később bővítették a lakórészeket, és megépült a védelmi célokat szolgáló Boszorkánytorony.
1634-ben Claude de Lannoy felújíttatta az épületet és észak felé bővítette, kialakítva a nagyméretű fogadó szobákat és a flamand-spanyol stílusú Lovagtermet. Negyedszázaddal később Albert Eugene de Lannoy hivatali helyiségekkel, istállókkal és pajtákkal egészítette ki a várat, valamint egy őrházat is építtetett.
1721-ben a Boszorkánytorony mellé újabb istállókat emeltek. 1881-ben Lannoy kiegészítéseit lerombolták, és a köveket Berlaymont grófja modern udvarházának építésére használták a park másik oldalán. A második világháborúban, az ardenneki offenzíva során a várban amerikai katonák harcoltak, és az épület súlyos károkat szenvedett.

## Jelene
A várban ma a helyi önkormányzat és a turisztikai iroda működik. Az épület helyet ad a luxemburgi várak makettjeit bemutató tárlatnak, egy második világháborús kiállításnak, valamint Az ember családja című fotóválogatásnak. Az őrházban ma az Au Vieux Chateau nevű kávézó-étterem üzemel. A vár előtt egy M4 Sherman harckocsi áll, amely részt vett az épületek védelmében a világháború idején.

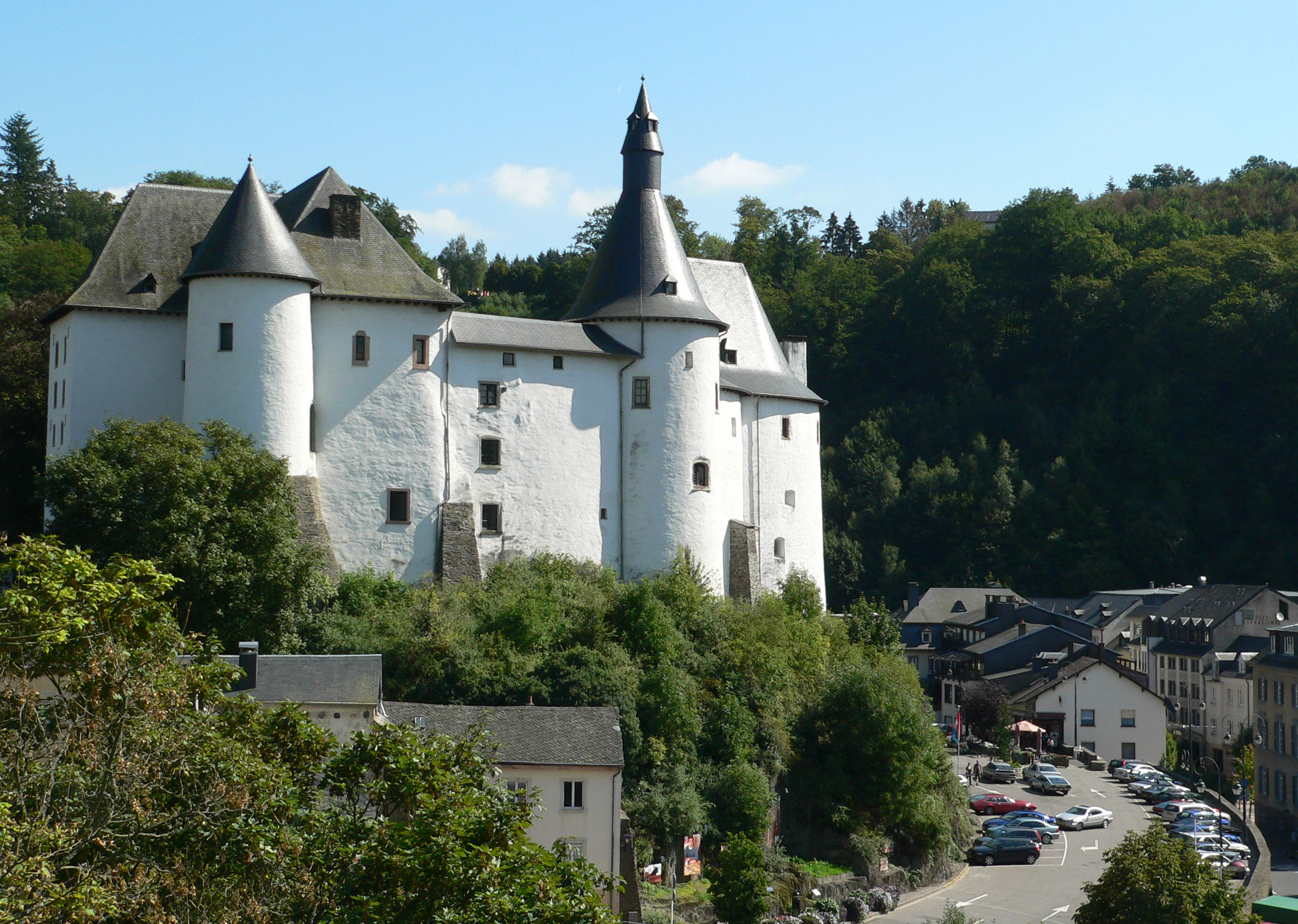
A város felől
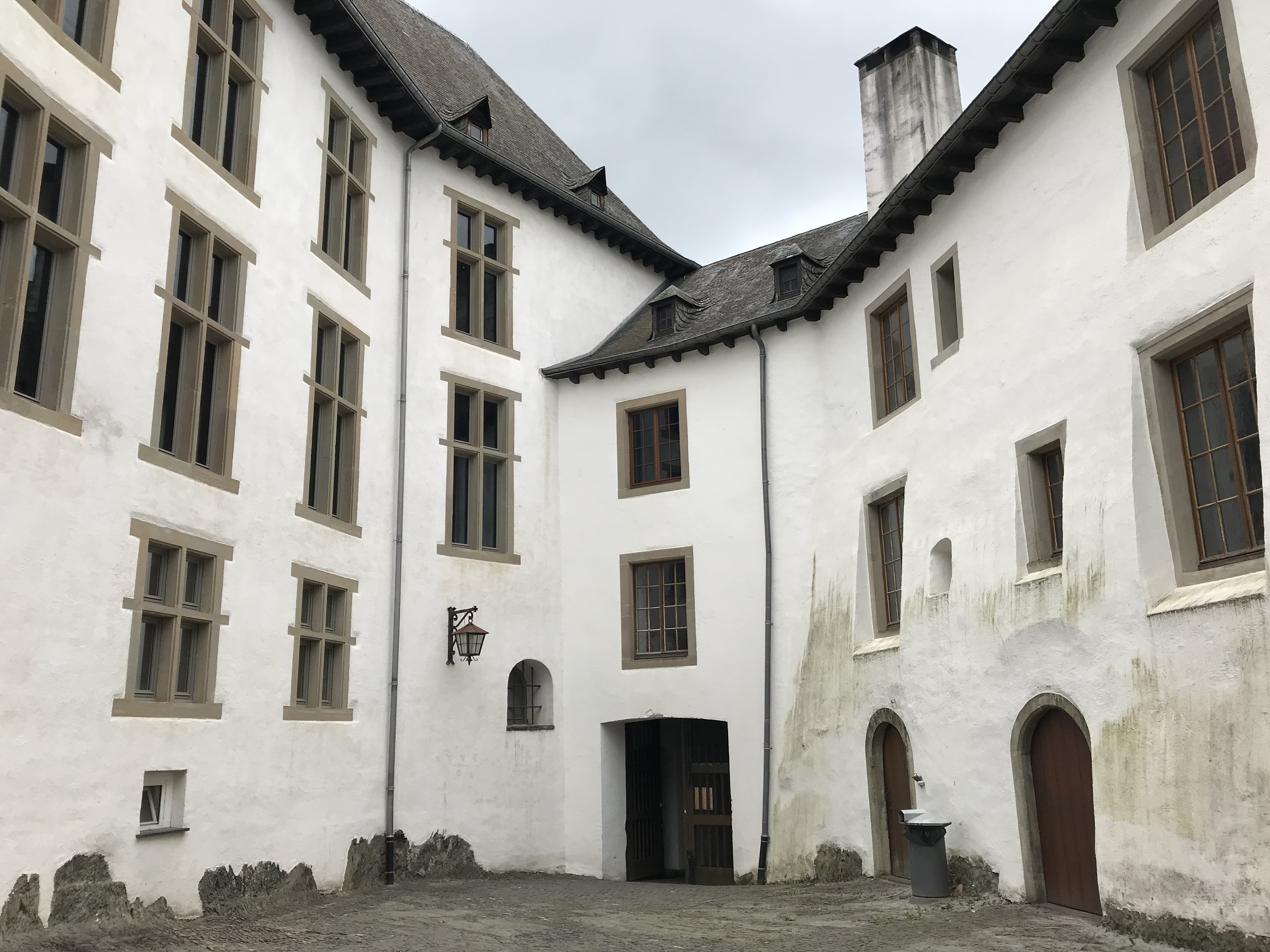
A vár belső udvara
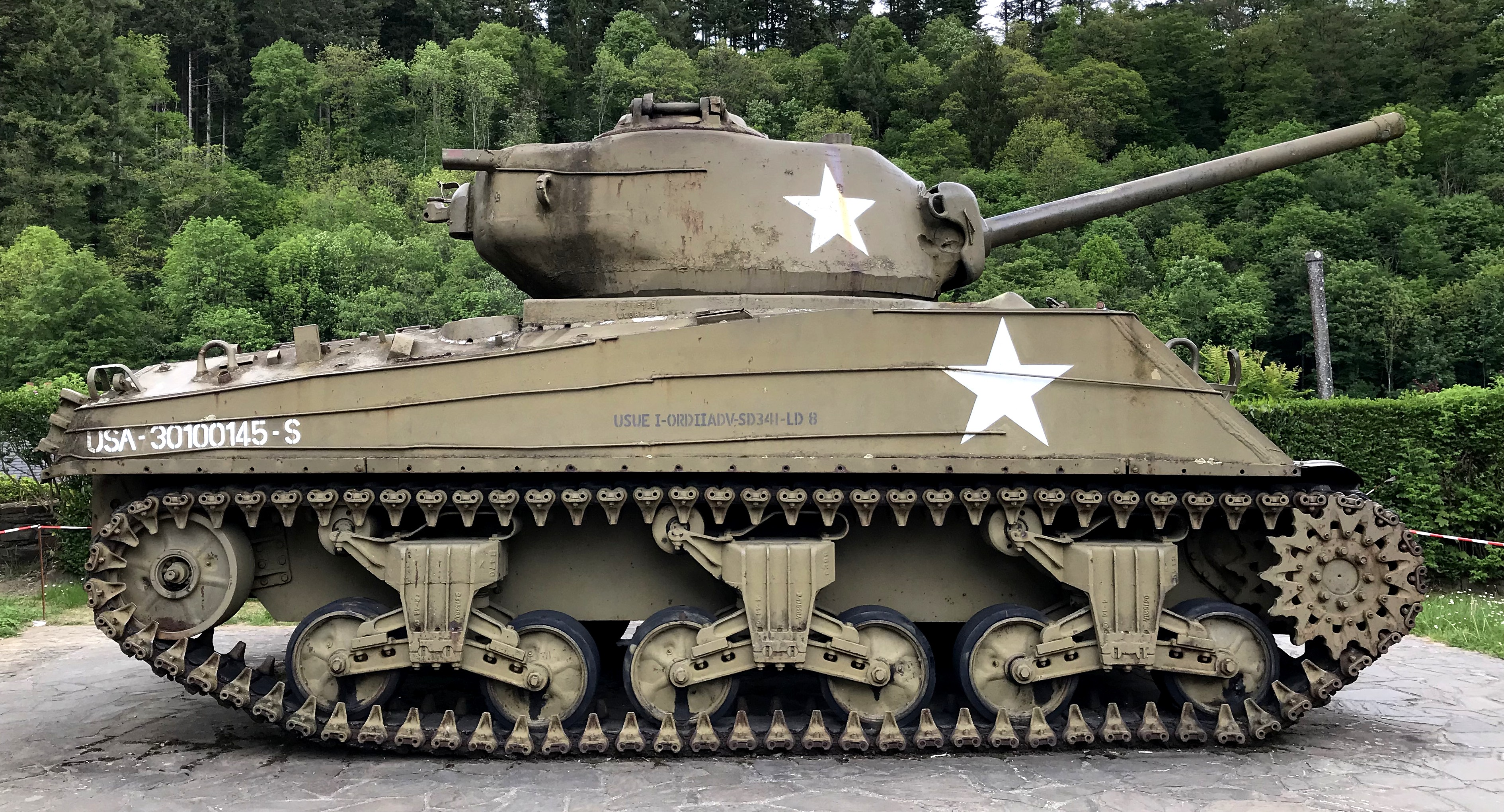
A vár előtt álló M4 Sherman harckocsi